# Seznam toskánských panovníků

Vlajka Toskánského velkovévodství

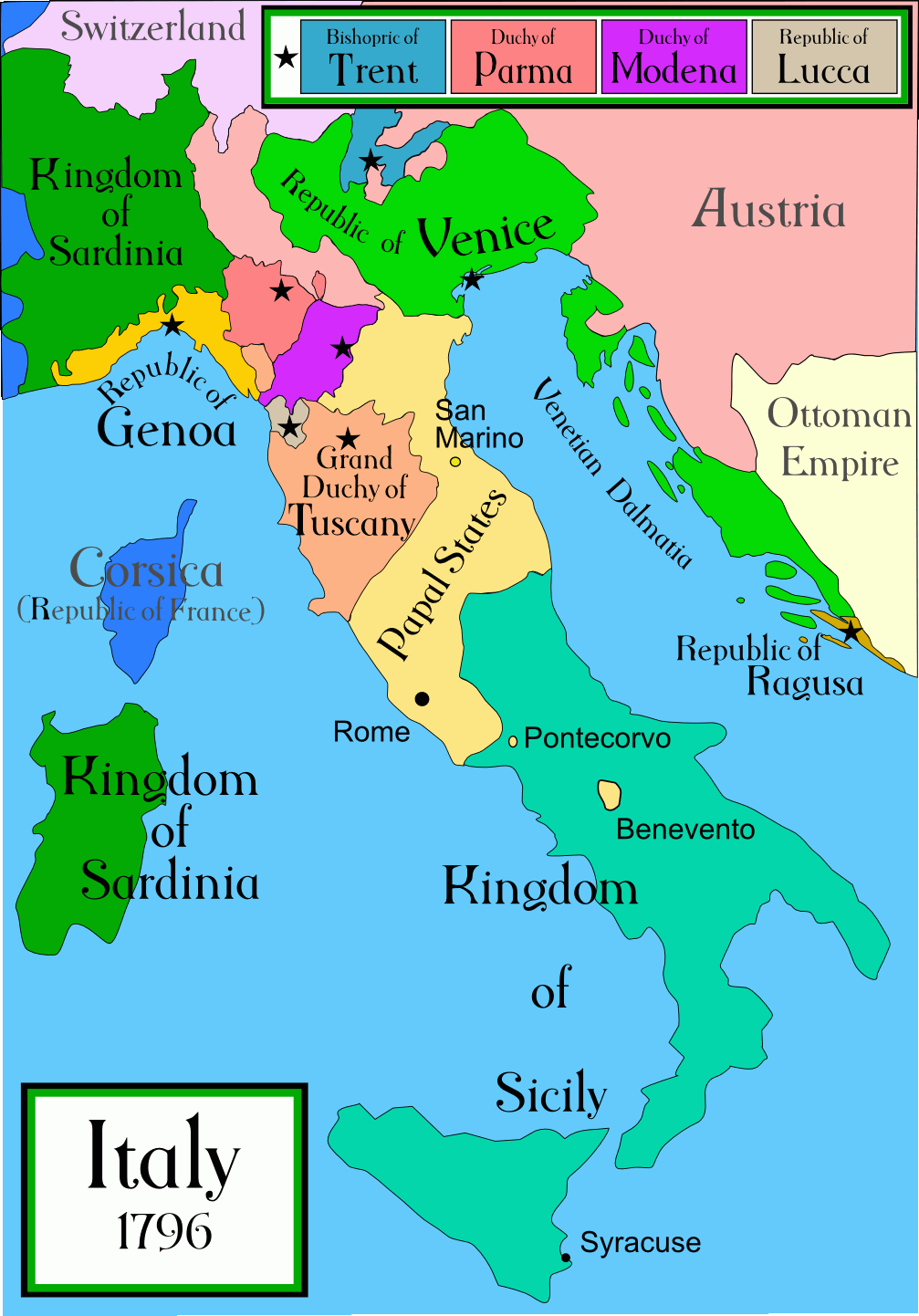
Toskánské velkovévodství

## Markrabatatoskánská
- 812–813: Bonifác I.
- 828–834: Bonifác II.
- 835–845: Aganus
- 847–884: Vojtěch I.
- 889–915: Vojtěch II. "bohatý"
- 915–929: Kvído
- 929–931: Lambert, † 932
- 931–936: Boso
- 936–961: Humbert
- 961–1001: Hugo Veliký (vévoda ze Spoleta a Camerina 989–1001)
- 1002–1012: Bonifác III.
- 1014–1024: Rainer, † 1027
- 1027–1052: Bonifác IV. Canossa
- 1052–1056: Matylda Toskánská pod regentstvím své mátky Beatrix Lotrinské
- 1056–1069: Bohumír III. lotrinský vévoda, Matyldin nevlastní otec
- 1069–1115: Matylda Toskánská
- 1069–1076: Beatrix Lotrinská jako spoluregentka
- 1120–1127: Konrád Scheiernský
- 1127–1135: Engelbert
- 1135–1139: Jindřich Pyšný (Welfové)
- 1139–1152: Oldřich Toskánský
- 1152–1162: Welf VI., † 1193 (Welfové)
  - 1160–1163: Rinaldo di Colonnia
- 1163–1173: Kristián I. Toskánský, biskup mohučský
- 1195–1197: Filip Švábský (Štaufové)

Mezi lety 1197 a 1434 bylo Toskánsko rozdělena na městské státy Florencie, Pisa, Siena, Arezzo, Pistoia a Lucca. Florentská republika byla zpět k Toskánsku přičleněna až v 15. století.

## Městský stát Florencie (Medicejští)

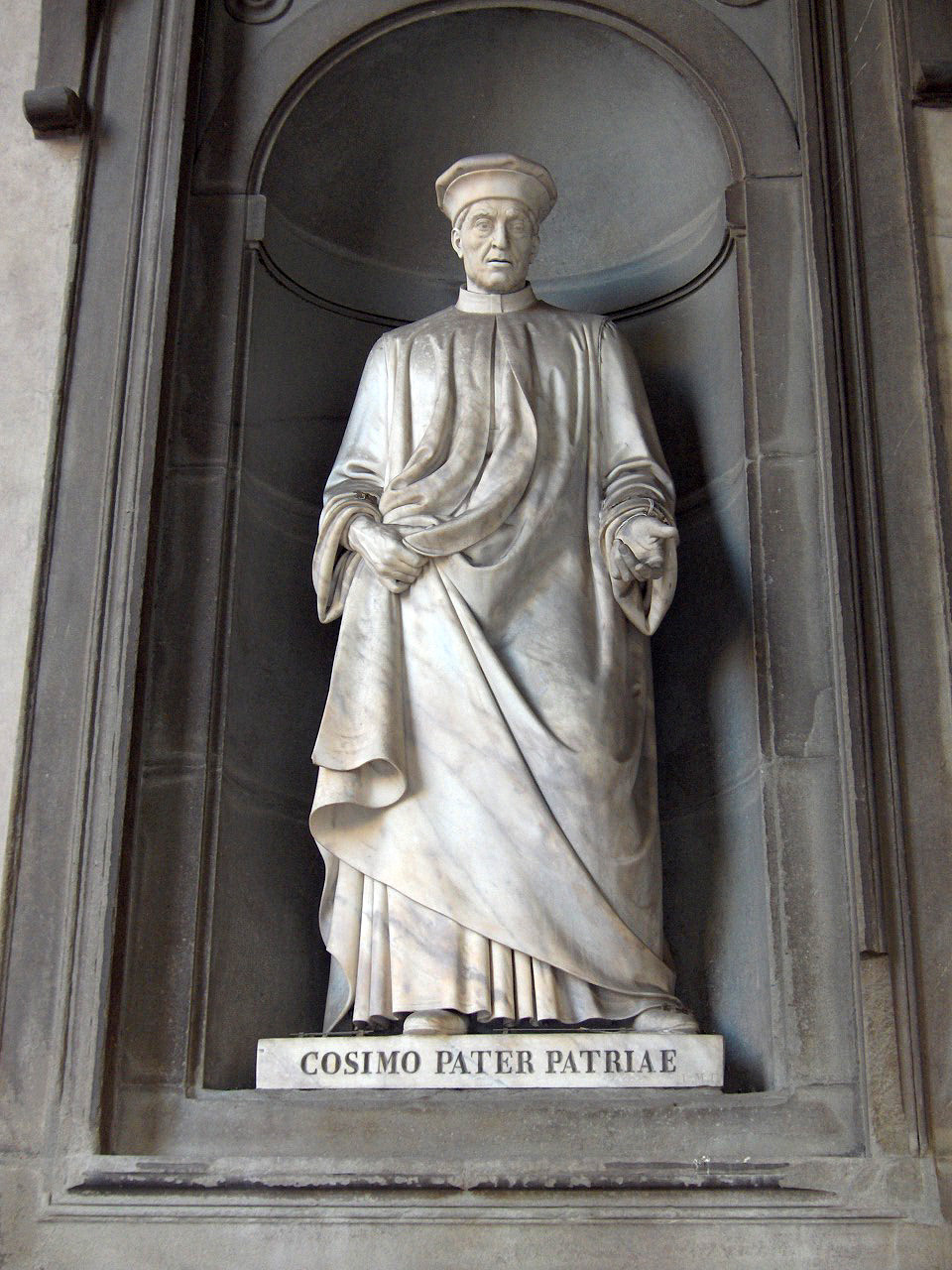
Cosimo Medicejský

- 1434–1464: Cosimo Medicejský
- 1464–1469: Piero I.
- 1469–1492: Lorenzo I.
- 1469–1478: Giuliano I.
- 1492–1494: Piero II.
- 1494–1512: republika
- 1512–1513: Jan Medicejský
- 1513–1519: Lorenzo II.
- 1519–1523: Jiulius Medicejský
- 1523–1527: Hypolit Medicejský
- 1523–1527: Alexandr Medicejský
- 1527–1530: republika
- 1530–1531: Alexandr Medicejský

## Florentští vévodové (Medicejští)

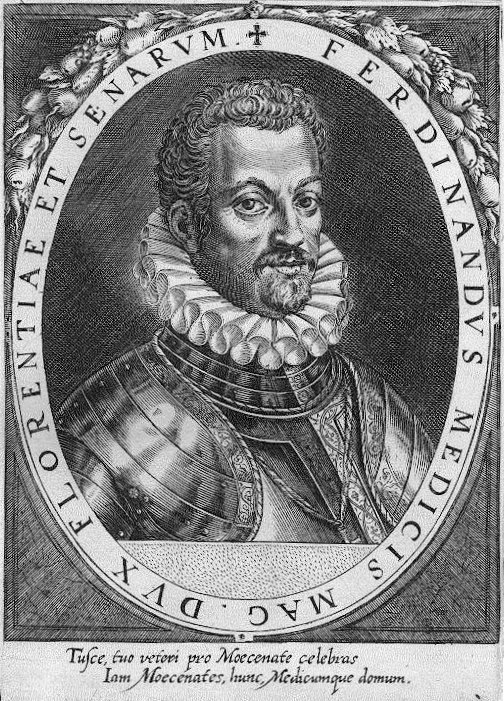
Ferdinand I.

- 1531–1537: Alexandr Medicejský
- 1537–1569: Cosimo I. Medicejský

## Toskánští velkovévodové (Medicejští)
Titul velkovévody toskánského byl poprvé udělen Cosimovi I. roku 1569 papežem Piem V.
- 1569–1574: Cosimo I. Medicejský
- 1574–1587: František I.
- 1587–1609: Ferdinand I.
- 1609–1621: Cosimo II. Medicejský
- 1621–1670: Ferdinand II.
- 1670–1723: Cosimo III. Medicejský
- 1723–1737: Jan Gaston

## Toskánští velkovévodové (Habsbursko-Lotrinská dynastie)
- 1737–1765: František (II.) Štěpán (císař František I. Štěpán Lotrinský)
- 1765–1790: Leopold I. (císař Leopold II.)
- 1790–1801: Ferdinand III.

## KrálovéEtrurie(Bourboni–Parma)

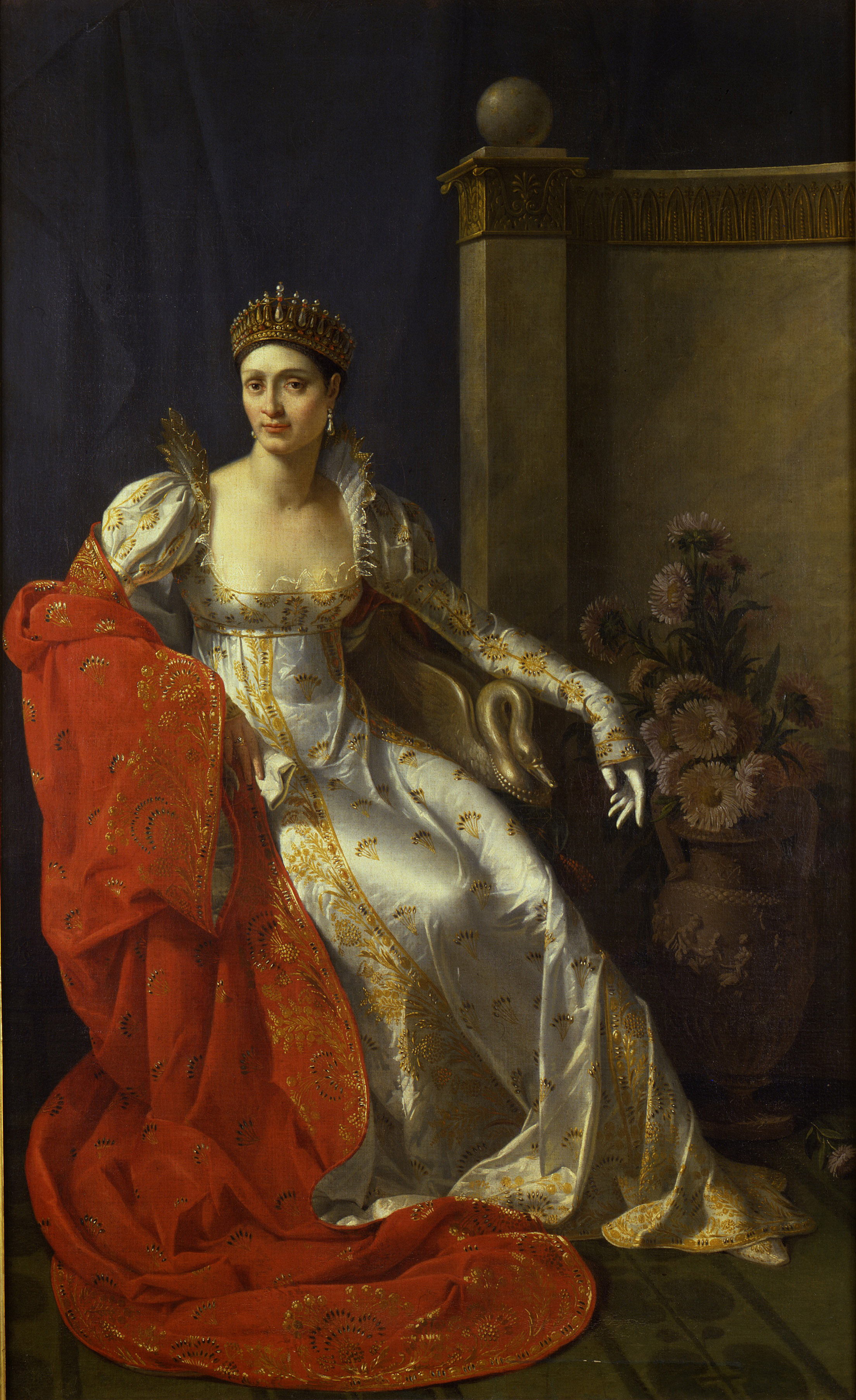
Elisa

- 1801–1803: Ludvík I.
- 1803–1807: Karel II. Ludvík

## Toskánští velkovévodové (Bonapartové)
- 1808–1814: Elisa (titulárně)

## Toskánští velkovévodové (Habsbursko-Lotrinská dynastie)
- 1814–1824: Ferdinand III. (opět)
- 1824–1849: Leopold II.
- 1849: republika
- 1849–1859: Leopold II.
- 1859–1860: Ferdinand IV.

Připojeno ke království Piemontsko-Sardinskému